# Liga dos Campeões da UEFA de 2014–15 – Fase de Grupos
A Fase de Grupos da Liga dos Campeões da UEFA de 2014–15 foi disputada entre 16 de setembro e 10 de dezembro de 2014.

## Sorteio
Foi realizado no dia 28 de agosto de 2014 no principado de Mônaco. As regras do sorteio não permitem duelos entre times do mesmo país na primeira fase, nem possibilitam confrontos entre gigantes. Real Madrid, Bayern de Munique, Barcelona, Chelsea, Atlético de Madrid e Arsenal não podem se encontrar nesta fase do torneio, porque serão os cabeças de chave, com Benfica e Porto. A divisão é feita de acordo com a pontuação do ranking dos países na UEFA.
| Pote 1                                                                                                   | Pote 2 | Pote 3 | Pote 4                                                                             |
| --- | --- | --- | ---------------------------------------------------------------------------------- |
| - Real Madrid - Barcelona - Bayern de Munique - Chelsea - Benfica - Atlético de Madrid - Arsenal - Porto | - Schalke 04 - Borussia Dortmund - Juventus - Paris Saint-Germain - Shakhtar Donetsk - Basel - Zenit - Manchester City | - Bayer Leverkusen - Olympiacos - CSKA Moscou - Ajax - Liverpool - Sporting - Galatasaray - Athletic Bilbao | - Anderlecht - Roma - Ludogorets - APOEL - BATE Borisov - Maribor - Monaco - Malmö |

## Critérios de desempate
Se duas ou mais equipes terminarem iguais em pontos no final dos jogos do grupo, os seguintes critérios serão aplicados para determinar o ranking (em ordem decrescente):
1. maior número de pontos obtidos nos jogos entre as equipes em questão;
2. saldo de gols superior dos jogos disputados entre as equipes em questão;
3. maior número de gols marcados nos jogos disputados entre as equipes em questão;
4. maior número de gols marcados fora de casa nos jogos disputados entre as equipes em questão;
5. se, após a aplicação dos critérios de 1) a 4) para várias equipes, duas equipes ainda têm um ranking igual, os critérios de 1) a 4) serão reaplicados para determinar o ranking destas equipes;
6. saldo de gols de todos os jogos disputados no grupo;
7. maior número de gols marcados em todos os jogos disputados no grupo;
8. maior número de pontos acumulados pelo clube em questão, bem como a sua associação, ao longo das últimas cinco temporadas.

## Grupos
Em cada grupo, as equipes jogaram entre si em casa e fora. Os vencedores e os segundos classificados do grupo avançaram para as oitavas de final, enquanto os terceiros colocados entraram no Liga Europa da UEFA de 2014–15.
| Legenda                                                                          |
| Classificado às oitavas-de-final                                                 |
| Classificado à fase de dezesseis-avos de final da Liga Europa da UEFA de 2014–15 |
| Eliminado                                                                        |

### Grupo A
| Pos | Equipe             | Pts | J | V | E | D | GP | GC | SG  |                                  |  | ATL | JUV | OLY | MAL |
| --- | ------------------ | --- | - | - | - | - | -- | -- | --- | -------------------------------- |  | --- | --- | --- | --- |
| 1   | Atlético de Madrid | 13  | 6 | 4 | 1 | 1 | 14 | 3  | +11 | Classificado às oitavas de final |  | —   | 1–0 | 4–0 | 5–0 |
| 2   | Juventus           | 10  | 6 | 3 | 1 | 2 | 7  | 4  | +3  | Classificado às oitavas de final |  | 0–0 | —   | 3–2 | 2–0 |
| 3   | Olympiacos         | 9   | 6 | 3 | 0 | 3 | 10 | 13 | −3  | Transferido para Liga Europa     |  | 3–2 | 1–0 | —   | 4–2 |
| 4   | Malmö              | 3   | 6 | 1 | 0 | 5 | 4  | 15 | −11 | Eliminado                        |  | 0–2 | 0–2 | 2–0 | —   |

| 16 de setembro de 2014 | Olympiacos                                | 3 – 2     | Atlético de Madrid            | Estádio Karaiskákis, Pireu                 |
| 20:45                  | Masuaku 13' · Afellay 31' · Mitroglou 73' | Relatório | Mandžukić 38' · Griezmann 86' | Público: 31 946 Árbitro: POR Pedro Proença |

| Cores do Time · Cores do Time · Cores do Time · Cores do Time · Cores do Time | Cores do Time · Cores do Time · Cores do Time · Cores do Time · Cores do Time |

| 16 de setembro de 2014 | Juventus       | 2 – 0     | Malmö FF | Juventus Stadium, Turim                       |
| 20:45                  | Tévez 86', 90' | Relatório |          | Público: 31 218 Árbitro: POL Szymon Marciniak |

| Cores do Time · Cores do Time · Cores do Time · Cores do Time · Cores do Time | Cores do Time · Cores do Time · Cores do Time · Cores do Time · Cores do Time |

| 1 de outubro de 2014 | Malmö FF           | 2 – 0     | Olympiacos | Estádio Swedbank, Malmö                     |
| 20:45                | Rosenberg 42', 82' | Relatório |            | Público: 20 500 Árbitro: RUS Sergei Karasev |

| Cores do Time · Cores do Time · Cores do Time · Cores do Time · Cores do Time | Cores do Time · Cores do Time · Cores do Time · Cores do Time · Cores do Time |

| 1 de outubro de 2014 | Atlético de Madrid | 1 – 0     | Juventus | Vicente Calderón, Madrid                 |
| 20:45                | Arda Turan 75'     | Relatório |          | Público: 44 322 Árbitro: GER Felix Brych |

| Cores do Time · Cores do Time · Cores do Time · Cores do Time · Cores do Time | Cores do Time · Cores do Time · Cores do Time · Cores do Time · Cores do Time |

| 22 de outubro de 2014 | Atlético de Madrid                                                 | 5 – 0     | Malmö FF | Vicente Calderón, Madrid               |
| 20:45                 | Koke 48' · Mandžukić 61' · Griezmann 63' · Godín 87' · Cerci 90+3' | Relatório |          | Público: 34 502 Árbitro: SVN Matej Jug |

| Cores do Time · Cores do Time · Cores do Time · Cores do Time · Cores do Time | Cores do Time · Cores do Time · Cores do Time · Cores do Time · Cores do Time |

| 22 de outubro de 2014 | Olympiacos | 1 – 0     | Juventus | Estádio Karaiskákis, Pireu                 |
| 20:45                 | Kasami 36' | Relatório |          | Público: 31 411 Árbitro: SRB Milorad Mažić |

| Cores do Time · Cores do Time · Cores do Time · Cores do Time · Cores do Time | Cores do Time · Cores do Time · Cores do Time · Cores do Time · Cores do Time |

| 4 de novembro de 2014 | Malmö FF | 0 – 2     | Atlético de Madrid         | Estádio Swedbank, Malmö                       |
| 20:45                 |          | Relatório | Koke 30' · Raúl García 78' | Público: 20 500 Árbitro: ENG Mark Clattenburg |

| Cores do Time · Cores do Time · Cores do Time · Cores do Time · Cores do Time | Cores do Time · Cores do Time · Cores do Time · Cores do Time · Cores do Time |

| 4 de novembro de 2014 | Juventus                            | 3 – 2     | Olympiacos             | Juventus Stadium, Turim                      |
| 20:45                 | Pirlo 21' · Roberto 65' · Pogba 66' | Relatório | Botía 24' · Ndinga 61' | Público: 39 091 Árbitro: ENG Martin Atkinson |

| Cores do Time · Cores do Time · Cores do Time · Cores do Time · Cores do Time | Cores do Time · Cores do Time · Cores do Time · Cores do Time · Cores do Time |

| 26 de novembro de 2014 | Atlético de Madrid                       | 4 – 0     | Olympiacos | Vicente Calderón, Madrid                    |
| 20:45                  | Raúl García 9' · Mandžukić 38', 62', 65' | Relatório |            | Público: 40 121 Árbitro: GER Wolfgang Stark |

| Cores do Time · Cores do Time · Cores do Time · Cores do Time · Cores do Time | Cores do Time · Cores do Time · Cores do Time · Cores do Time · Cores do Time |

| 26 de novembro de 2014 | Malmö FF | 0 – 2     | Juventus                 | Estádio Swedbank, Malmö                    |
| 20:45                  |          | Relatório | Llorente 49' · Tévez 88' | Público: 20 500 Árbitro: POR Pedro Proença |

| Cores do Time · Cores do Time · Cores do Time · Cores do Time · Cores do Time | Cores do Time · Cores do Time · Cores do Time · Cores do Time · Cores do Time |

| 9 de dezembro de 2014 | Olympiacos                                               | 4 – 2     | Malmö FF                  | Estádio Karaiskákis, Pireu                   |
| 20:45                 | Fuster 22' · Domínguez 63' · Mitroglou 87' · Afellay 90' | Relatório | Kroon 59' · Rosenberg 81' | Público: 27 562 Árbitro: FRA Stéphane Lannoy |

| Cores do Time · Cores do Time · Cores do Time · Cores do Time · Cores do Time | Cores do Time · Cores do Time · Cores do Time · Cores do Time · Cores do Time |

| 9 de dezembro de 2014 | Juventus | 0 – 0     | Atlético de Madrid | Juventus Stadium, Turim                     |
| 20:45                 |          | Relatório |                    | Público: 39 219 Árbitro: SCO William Collum |

| Cores do Time · Cores do Time · Cores do Time · Cores do Time · Cores do Time | Cores do Time · Cores do Time · Cores do Time · Cores do Time · Cores do Time |

### Grupo B
| Pos | Equipe      | Pts | J | V | E | D | GP | GC | SG  |                                  |  | RM  | BSL | LIV | LUD |
| --- | ----------- | --- | - | - | - | - | -- | -- | --- | -------------------------------- |  | --- | --- | --- | --- |
| 1   | Real Madrid | 18  | 6 | 6 | 0 | 0 | 16 | 2  | +14 | Classificado às oitavas de final |  | —   | 5–1 | 1–0 | 4–0 |
| 2   | Basel       | 7   | 6 | 2 | 1 | 3 | 7  | 8  | −1  | Classificado às oitavas de final |  | 0–1 | —   | 1–0 | 4–0 |
| 3   | Liverpool   | 5   | 6 | 1 | 2 | 3 | 5  | 9  | −4  | Transferido para Liga Europa     |  | 0–3 | 1–1 | —   | 2–1 |
| 4   | Ludogorets  | 4   | 6 | 1 | 1 | 4 | 5  | 14 | −9  | Eliminado                        |  | 1–2 | 1–0 | 2–2 | —   |

| 16 de setembro de 2014 | Liverpool                            | 2 – 1     | Ludogorets Razgrad | Anfield, Liverpool                     |
| 20:45                  | Balotelli 82' · Gerrard 90+3' (pen.) | Relatório | Daniel Abalo 90+1' | Público: 43 307 Árbitro: SVN Matej Jug |

| Cores do Time · Cores do Time · Cores do Time · Cores do Time · Cores do Time | Cores do Time · Cores do Time · Cores do Time · Cores do Time · Cores do Time |

| 16 de setembro de 2014 | Real Madrid                                                            | 5 – 1     | Basel        | Santiago Bernabéu, Madrid                  |
| 20:45                  | Suchý 14' · Bale 30' · Ronaldo 31' · James Rodríguez 37' · Benzema 79' | Relatório | González 38' | Público: 65 364 Árbitro: SVN Damir Skomina |

| Cores do Time · Cores do Time · Cores do Time · Cores do Time · Cores do Time | Cores do Time · Cores do Time · Cores do Time · Cores do Time · Cores do Time |

| 1 de outubro de 2014 | Basel        | 1 – 0     | Liverpool | St. Jakob-Park, Basileia                    |
| 20:45                | Streller 52' | Relatório |           | Público: 36 000 Árbitro: SWE Jonas Eriksson |

| Cores do Time · Cores do Time · Cores do Time · Cores do Time · Cores do Time | Cores do Time · Cores do Time · Cores do Time · Cores do Time · Cores do Time |

| 1 de outubro de 2014 | Ludogorets Razgrad | 1 – 2     | Real Madrid                     | Estádio Nacional Vasil Levski, Sófia[A]    |
| 20:45                | Marcelinho 6'      | Relatório | Ronaldo 24' (pen) · Benzema 77' | Público: 41 484 Árbitro: SCO Craig Thomson |

| Cores do Time · Cores do Time · Cores do Time · Cores do Time · Cores do Time | Cores do Time · Cores do Time · Cores do Time · Cores do Time · Cores do Time |

| 22 de outubro de 2014 | Ludogorets Razgrad | 1 – 0     | Basel | Estádio Nacional Vasil Levski, Sófia[A]    |
| 20:45                 | Minev 90+2'        | Relatório |       | Público: 29 150 Árbitro: GER Deniz Aytekin |

| Cores do Time · Cores do Time · Cores do Time · Cores do Time · Cores do Time | Cores do Time · Cores do Time · Cores do Time · Cores do Time · Cores do Time |

| 22 de outubro de 2014 | Liverpool | 0 – 3     | Real Madrid                    | Anfield, Liverpool                          |
| 20:45                 |           | Relatório | Ronaldo 23' · Benzema 30', 41' | Público: 43 251 Árbitro: ITA Nicola Rizzoli |

| Cores do Time · Cores do Time · Cores do Time · Cores do Time · Cores do Time | Cores do Time · Cores do Time · Cores do Time · Cores do Time · Cores do Time |

| 4 de novembro de 2014 | Basel                                             | 4 – 0     | Ludogorets Razgrad | St. Jakob-Park, Basileia                     |
| 20:45                 | Embolo 34' · González 41' · Gashi 59' · Suchý 65' | Relatório |                    | Público: 35 272 Árbitro: FRA Stéphane Lannoy |

| Cores do Time · Cores do Time · Cores do Time · Cores do Time · Cores do Time | Cores do Time · Cores do Time · Cores do Time · Cores do Time · Cores do Time |

| 4 de novembro de 2014 | Real Madrid | 1 – 0     | Liverpool | Santiago Bernabéu, Madrid                  |
| 20:45                 | Benzema 27' | Relatório |           | Público: 79 283 Árbitro: HUN Viktor Kassai |

| Cores do Time · Cores do Time · Cores do Time · Cores do Time · Cores do Time | Cores do Time · Cores do Time · Cores do Time · Cores do Time · Cores do Time |

| 26 de novembro de 2014 | Ludogorets Razgrad          | 2 – 2     | Liverpool                  | Estádio Nacional Vasil Levski, Sófia[A]          |
| 20:45                  | Dani Abalo 3' · Terziev 88' | Relatório | Lambert 8' · Henderson 37' | Público: 37 143 Árbitro: ESP Antonio Mateu Lahoz |

| Cores do Time · Cores do Time · Cores do Time · Cores do Time · Cores do Time | Cores do Time · Cores do Time · Cores do Time · Cores do Time · Cores do Time |

| 26 de novembro de 2014 | Basel | 0 – 1     | Real Madrid | St. Jakob-Park, Basileia                   |
| 20:45                  |       | Relatório | Ronaldo 35' | Público: 36 000 Árbitro: SRB Milorad Mažić |

| Cores do Time · Cores do Time · Cores do Time · Cores do Time · Cores do Time | Cores do Time · Cores do Time · Cores do Time · Cores do Time · Cores do Time |

| 9 de dezembro de 2014 | Liverpool   | 1 – 1     | Basel    | Anfield, Liverpool                         |
| 20:45                 | Gerrard 81' | Relatório | Frei 25' | Público: 43 290 Árbitro: NED Björn Kuipers |

| Cores do Time · Cores do Time · Cores do Time · Cores do Time · Cores do Time | Cores do Time · Cores do Time · Cores do Time · Cores do Time · Cores do Time |

| 9 de dezembro de 2014 | Real Madrid                                             | 4 – 0     | Ludogorets Razgrad | Santiago Bernabéu, Madrid                   |
| 20:45                 | Ronaldo 20' (pen) · Bale 38' · Arbeloa 80' · Medrán 88' | Relatório |                    | Público: 58 393 Árbitro: FRA Clément Turpin |

| Cores do Time · Cores do Time · Cores do Time · Cores do Time · Cores do Time | Cores do Time · Cores do Time · Cores do Time · Cores do Time · Cores do Time |

Notas
- A. ^  O Ludogorets Razgrad irá mandar suas partidas no Estádio Nacional Vasil Levski em Sófia ao invés da sua casa original, a Ludogorets Arena em Razgrad.

### Grupo C
| Pos | Equipe           | Pts | J | V | E | D | GP | GC | SG |                                  |  | MON | LEV | ZEN | BEN |
| --- | ---------------- | --- | - | - | - | - | -- | -- | -- | -------------------------------- |  | --- | --- | --- | --- |
| 1   | Monaco           | 11  | 6 | 3 | 2 | 1 | 4  | 1  | +3 | Classificado às oitavas de final |  | —   | 1–0 | 2–0 | 0–0 |
| 2   | Bayer Leverkusen | 10  | 6 | 3 | 1 | 2 | 7  | 4  | +3 | Classificado às oitavas de final |  | 0–1 | —   | 2–0 | 3–1 |
| 3   | Zenit            | 7   | 6 | 2 | 1 | 3 | 4  | 6  | −2 | Transferido para Liga Europa     |  | 0–0 | 1–2 | —   | 1–0 |
| 4   | Benfica          | 5   | 6 | 1 | 2 | 3 | 2  | 6  | −4 | Eliminado                        |  | 1–0 | 0–0 | 0–2 | —   |

| 16 de setembro de 2014 | Monaco            | 1 – 0     | Bayer Leverkusen | Stade Louis II, Mônaco                     |
| 20:45                  | João Moutinho 61' | Relatório |                  | Público: 8 130 Árbitro: CZE Pavel Královec |

| Cores do Time · Cores do Time · Cores do Time · Cores do Time · Cores do Time | Cores do Time · Cores do Time · Cores do Time · Cores do Time · Cores do Time |

| 16 de setembro de 2014 | Benfica | 0 – 2     | Zenit                | Estádio da Luz, Lisboa                         |
| 20:45                  |         | Relatório | Hulk 5' · Witsel 22' | Público: 35 294 Árbitro: NOR Svein Oddvar Moen |

| Cores do Time · Cores do Time · Cores do Time · Cores do Time · Cores do Time | Cores do Time · Cores do Time · Cores do Time · Cores do Time · Cores do Time |

| 1 de outubro de 2014 | Zenit | 0 – 0     | Monaco | Estádio Petrovsky, São Petersburgo            |
| 18:00                |       | Relatório |        | Público: 13 817 Árbitro: ENG Mark Clattenburg |

| Cores do Time · Cores do Time · Cores do Time · Cores do Time · Cores do Time | Cores do Time · Cores do Time · Cores do Time · Cores do Time · Cores do Time |

| 1 de outubro de 2014 | Bayer Leverkusen                                  | 3 – 1     | Benfica    | BayArena, Leverkusen                         |
| 20:45                | Kießling 25' · Son Heung-Min 34' · Çalhanoğlu 64' | Relatório | Salvio 62' | Público: 25 202 Árbitro: ENG Martin Atkinson |

| Cores do Time · Cores do Time · Cores do Time · Cores do Time · Cores do Time | Cores do Time · Cores do Time · Cores do Time · Cores do Time · Cores do Time |

| 22 de outubro de 2014 | Bayer Leverkusen              | 2 – 0     | Zenit | BayArena, Leverkusen                       |
| 20:45                 | Donati 58' · Papadopoulos 63' | Relatório |       | Público: 27 254 Árbitro: NED Björn Kuipers |

| Cores do Time · Cores do Time · Cores do Time · Cores do Time · Cores do Time | Cores do Time · Cores do Time · Cores do Time · Cores do Time · Cores do Time |

| 22 de outubro de 2014 | Monaco | 0 – 0     | Benfica | Stade Louis II, Mônaco                        |
| 20:45                 |        | Relatório |         | Público: 12 776 Árbitro: POL Szymon Marciniak |

| Cores do Time · Cores do Time · Cores do Time · Cores do Time · Cores do Time | Cores do Time · Cores do Time · Cores do Time · Cores do Time · Cores do Time |

| 4 de novembro de 2014 | Zenit      | 1 – 2     | Bayer Leverkusen       | Estádio Petrovsky, São Petersburgo           |
| 18:00                 | Rondón 89' | Relatório | Son Heung-Min 68', 73' | Público: 17 010 Árbitro: ESP Alberto Undiano |

| Cores do Time · Cores do Time · Cores do Time · Cores do Time · Cores do Time | Cores do Time · Cores do Time · Cores do Time · Cores do Time · Cores do Time |

| 4 de novembro de 2014 | Benfica     | 1 – 0     | Monaco | Estádio da Luz, Lisboa                                |
| 20:45                 | Talisca 82' | Relatório |        | Público: 32 565 Árbitro: ESP David Fernández Borbalán |

| Cores do Time · Cores do Time · Cores do Time · Cores do Time · Cores do Time | Cores do Time · Cores do Time · Cores do Time · Cores do Time · Cores do Time |

| 26 de novembro de 2014 | Zenit     | 1 – 0     | Benfica | Estádio Petrovsky, São Petersburgo          |
| 18:00                  | Danny 79' | Relatório |         | Público: 14 123 Árbitro: ITA Nicola Rizzoli |

| Cores do Time · Cores do Time · Cores do Time · Cores do Time · Cores do Time | Cores do Time · Cores do Time · Cores do Time · Cores do Time · Cores do Time |

| 26 de novembro de 2014 | Bayer Leverkusen | 0 – 1     | Monaco      | BayArena, Leverkusen                           |
| 20:45                  |                  | Relatório | Ocampos 72' | Público: 26 230 Árbitro: ITA Paolo Tagliavento |

| Cores do Time · Cores do Time · Cores do Time · Cores do Time · Cores do Time | Cores do Time · Cores do Time · Cores do Time · Cores do Time · Cores do Time |

| 9 de dezembro de 2014 | Monaco                      | 2 – 0     | Zenit | Stade Louis II, Mônaco                     |
| 20:45                 | Abdennour 63' · Fabinho 89' | Relatório |       | Público: 11 319 Árbitro: SVN Damir Skomina |

| Cores do Time · Cores do Time · Cores do Time · Cores do Time · Cores do Time | Cores do Time · Cores do Time · Cores do Time · Cores do Time · Cores do Time |

| 9 de dezembro de 2014 | Benfica | 0 – 0     | Bayer Leverkusen | Estádio da Luz, Lisboa                        |
| 20:45                 |         | Relatório |                  | Público: 17 564 Árbitro: BLR Aleksei Kulbakov |

| Cores do Time · Cores do Time · Cores do Time · Cores do Time · Cores do Time | Cores do Time · Cores do Time · Cores do Time · Cores do Time · Cores do Time |

### Grupo D
| Pos | Equipe            | Pts | J | V | E | D | GP | GC | SG  |                                  |  | DOR | ARS | AND | GAL |
| --- | ----------------- | --- | - | - | - | - | -- | -- | --- | -------------------------------- |  | --- | --- | --- | --- |
| 1   | Borussia Dortmund | 13  | 6 | 4 | 1 | 1 | 14 | 4  | +10 | Classificado às oitavas de final |  | —   | 2–0 | 1–1 | 4–1 |
| 2   | Arsenal           | 13  | 6 | 4 | 1 | 1 | 15 | 8  | +7  | Classificado às oitavas de final |  | 2–0 | —   | 3–3 | 4–1 |
| 3   | Anderlecht        | 6   | 6 | 1 | 3 | 2 | 8  | 10 | −2  | Transferido para Liga Europa     |  | 0–3 | 1–2 | —   | 2–0 |
| 4   | Galatasaray       | 1   | 6 | 0 | 1 | 5 | 4  | 19 | −15 | Eliminado                        |  | 0–4 | 1–4 | 1–1 | —   |

| 16 de setembro de 2014 | Galatasaray  | 1 – 1     | Anderlecht | Türk Telekom Arena, Istambul            |
| 20:45                  | Yılmaz 90+1' | Relatório | Praet 52'  | Público: 28 553 Árbitro: HUN István Vad |

| Cores do Time · Cores do Time · Cores do Time · Cores do Time · Cores do Time | Cores do Time · Cores do Time · Cores do Time · Cores do Time · Cores do Time |

| 16 de setembro de 2014 | Borussia Dortmund             | 2 – 0     | Arsenal | Signal Iduna Park, Dortmund                       |
| 20:45                  | Immobile 45' · Aubameyang 48' | Relatório |         | Público: 65 851 Árbitro: POR Olegário Benquerença |

| Cores do Time · Cores do Time · Cores do Time · Cores do Time · Cores do Time | Cores do Time · Cores do Time · Cores do Time · Cores do Time · Cores do Time |

| 1 de outubro de 2014 | Arsenal                                    | 4 – 1     | Galatasaray      | Emirates Stadium, Londres                    |
| 20:45                | Welbeck 22', 30', 52' · Alexis Sánchez 41' | Relatório | Yılmaz 63' (pen) | Público: 59 803 Árbitro: ITA Gianluca Rocchi |

| Cores do Time · Cores do Time · Cores do Time · Cores do Time · Cores do Time | Cores do Time · Cores do Time · Cores do Time · Cores do Time · Cores do Time |

| 1 de outubro de 2014 | Anderlecht | 0 – 3     | Borussia Dortmund            | Constant Vanden Stock Stadium, Bruxelas        |
| 20:45                |            | Relatório | Immobile 3' · Ramos 69', 79' | Público: 18 649 Árbitro: ITA Paolo Tagliavento |

| Cores do Time · Cores do Time · Cores do Time · Cores do Time · Cores do Time | Cores do Time · Cores do Time · Cores do Time · Cores do Time · Cores do Time |

| 22 de outubro de 2014 | Anderlecht | 1 – 2     | Arsenal                    | Constant Vanden Stock Stadium, Bruxelas              |
| 20:45                 | Najar 71'  | Relatório | Gibbs 89' · Podolski 90+1' | Público: 19 881 Árbitro: ESP Carlos Velasco Carballo |

| Cores do Time · Cores do Time · Cores do Time · Cores do Time · Cores do Time | Cores do Time · Cores do Time · Cores do Time · Cores do Time · Cores do Time |

| 22 de outubro de 2014 | Galatasaray | 0 – 4     | Borussia Dortmund                         | Türk Telekom Arena, Istambul                     |
| 20:45                 |             | Relatório | Aubameyang 6', 18' · Reus 41' · Ramos 83' | Público: 36 324 Árbitro: ESP Antonio Mateu Lahoz |

| Cores do Time · Cores do Time · Cores do Time · Cores do Time · Cores do Time | Cores do Time · Cores do Time · Cores do Time · Cores do Time · Cores do Time |

| 4 de novembro de 2014 | Arsenal                                                 | 3 – 3     | Anderlecht                                 | Emirates Stadium, Londres                   |
| 20:45                 | Arteta 25' (pen) · Alexis Sánchez 29' · Chamberlain 58' | Relatório | Vanden Borre 61', 73' (pen) · Mitrović 90' | Público: 59 872 Árbitro: FRA Clément Turpin |

| Cores do Time · Cores do Time · Cores do Time · Cores do Time · Cores do Time | Cores do Time · Cores do Time · Cores do Time · Cores do Time · Cores do Time |

| 4 de novembro de 2014 | Borussia Dortmund                                         | 4 – 1     | Galatasaray | Signal Iduna Park, Dortmund                 |
| 20:45                 | Reus 39' · Papastathopoulos 56' · Immobile 74' · Kaya 85' | Relatório | Balta 70'   | Público: 65 851 Árbitro: CZE Pavel Královec |

| Cores do Time · Cores do Time · Cores do Time · Cores do Time · Cores do Time | Cores do Time · Cores do Time · Cores do Time · Cores do Time · Cores do Time |

| 26 de novembro de 2014 | Anderlecht      | 2 – 0     | Galatasaray | Constant Vanden Stock Stadium, Bruxelas |
| 20:45                  | Mbemba 44', 86' | Relatório |             | Público: 19 857 Árbitro: CRO Ivan Bebek |

| Cores do Time · Cores do Time · Cores do Time · Cores do Time · Cores do Time | Cores do Time · Cores do Time · Cores do Time · Cores do Time · Cores do Time |

| 26 de novembro de 2014 | Arsenal                        | 2 – 0     | Borussia Dortmund | Emirates Stadium, Londres                  |
| 20:45                  | Sanogo 2' · Alexis Sánchez 57' | Relatório |                   | Público: 59 902 Árbitro: HUN Viktor Kassai |

| Cores do Time · Cores do Time · Cores do Time · Cores do Time · Cores do Time | Cores do Time · Cores do Time · Cores do Time · Cores do Time · Cores do Time |

| 9 de dezembro de 2014 | Galatasaray  | 1 – 4     | Arsenal                              | Türk Telekom Arena, Istambul                          |
| 20:45                 | Sneijder 88' | Relatório | Podolski 3', 90+2' · Ramsey 11', 29' | Público: 20 590 Árbitro: ESP David Fernández Borbalán |

| Cores do Time · Cores do Time · Cores do Time · Cores do Time · Cores do Time | Cores do Time · Cores do Time · Cores do Time · Cores do Time · Cores do Time |

| 9 de dezembro de 2014 | Borussia Dortmund | 1 – 1     | Anderlecht   | Signal Iduna Park, Dortmund                  |
| 20:45                 | Immobile 58'      | Relatório | Mitrović 84' | Público: 65 851 Árbitro: ESP Alberto Undiano |

| Cores do Time · Cores do Time · Cores do Time · Cores do Time · Cores do Time | Cores do Time · Cores do Time · Cores do Time · Cores do Time · Cores do Time |

### Grupo E
| Pos | Equipe            | Pts | J | V | E | D | GP | GC | SG  |                                  |  | BAY | MC  | ROM | CSKA |
| --- | ----------------- | --- | - | - | - | - | -- | -- | --- | -------------------------------- |  | --- | --- | --- | ---- |
| 1   | Bayern de Munique | 15  | 6 | 5 | 0 | 1 | 16 | 4  | +12 | Classificado às oitavas de final |  | —   | 1–0 | 2–0 | 3–0  |
| 2   | Manchester City   | 8   | 6 | 2 | 2 | 2 | 9  | 8  | +1  | Classificado às oitavas de final |  | 3–2 | —   | 1–1 | 1–2  |
| 3   | Roma              | 5   | 6 | 1 | 2 | 3 | 8  | 14 | −6  | Transferido para Liga Europa     |  | 1–7 | 0–2 | —   | 5–1  |
| 4   | CSKA Moscou       | 5   | 6 | 1 | 2 | 3 | 6  | 13 | −7  | Eliminado                        |  | 0–1 | 2–2 | 1–1 | —    |

| 17 de setembro de 2014 | Roma                                                         | 5 – 1     | CSKA Moscou | Estádio Olímpico, Roma                                |
| 20:45                  | Iturbe 6' · Gervinho 10', 31' · Maicon 20' · Ignashevich 50' | Relatório | Musa 82'    | Público: 40 888 Árbitro: ESP David Fernández Borbalán |

| Cores do Time · Cores do Time · Cores do Time · Cores do Time · Cores do Time | Cores do Time · Cores do Time · Cores do Time · Cores do Time · Cores do Time |

| 17 de setembro de 2014 | Bayern de Munique | 1 – 0     | Manchester City | Allianz Arena, Munique                       |
| 20:45                  | Boateng 90'       | Relatório |                 | Público: 68 000 Árbitro: ESP Alberto Undiano |

| Cores do Time · Cores do Time · Cores do Time · Cores do Time · Cores do Time | Cores do Time · Cores do Time · Cores do Time · Cores do Time · Cores do Time |

| 30 de setembro de 2014 | CSKA Moscou | 0 – 1     | Bayern de Munique | Arena Khimki, Khimki                      |
| 18:00                  |             | Relatório | Müller 22' (pen)  | Público: 0[B] Árbitro: SCO William Collum |

| Cores do Time · Cores do Time · Cores do Time · Cores do Time · Cores do Time | Cores do Time · Cores do Time · Cores do Time · Cores do Time · Cores do Time |

| 30 de setembro de 2014 | Manchester City | 1 – 1     | Roma      | Etihad Stadium, Manchester                 |
| 20:45                  | Agüero 4' (pen) | Relatório | Totti 23' | Público: 37 509 Árbitro: NED Björn Kuipers |

| Cores do Time · Cores do Time · Cores do Time · Cores do Time · Cores do Time | Cores do Time · Cores do Time · Cores do Time · Cores do Time · Cores do Time |

| 21 de outubro de 2014 | CSKA Moscou                     | 2 – 2     | Manchester City         | Arena Khimki, Khimki                  |
| 18:00                 | Doumbia 65' · Natkho 86' (pen.) | Relatório | Agüero 29' · Milner 38' | Público: 0[C] Árbitro: HUN István Vad |

| Cores do Time · Cores do Time · Cores do Time · Cores do Time · Cores do Time | Cores do Time · Cores do Time · Cores do Time · Cores do Time · Cores do Time |

| 21 de outubro de 2014 | Roma         | 1 – 7     | Bayern de Munique                                                                           | Estádio Olímpico, Roma                      |
| 20:45                 | Gervinho 66' | Relatório | Robben 9', 30' · Götze 23' · Lewandowski 25' · Müller 36' (pen.) · Ribéry 78' · Shaqiri 80' | Público: 70 544 Árbitro: SWE Jonas Eriksson |

| Cores do Time · Cores do Time · Cores do Time · Cores do Time · Cores do Time | Cores do Time · Cores do Time · Cores do Time · Cores do Time · Cores do Time |

| 5 de novembro de 2014 | Manchester City | 1 – 2     | CSKA Moscou     | Etihad Stadium, Manchester                      |
| 20:45                 | Touré 8'        | Relatório | Doumbia 2', 34' | Público: 45 143 Árbitro: GRE Tasos Sidiropoulos |

| Cores do Time · Cores do Time · Cores do Time · Cores do Time · Cores do Time | Cores do Time · Cores do Time · Cores do Time · Cores do Time · Cores do Time |

| 5 de novembro de 2014 | Bayern de Munique      | 2 – 0     | Roma | Allianz Arena, Munique                    |
| 20:45                 | Ribéry 38' · Götze 64' | Relatório |      | Público: 68 000 Árbitro: TUR Cüneyt Çakır |

| Cores do Time · Cores do Time · Cores do Time · Cores do Time · Cores do Time | Cores do Time · Cores do Time · Cores do Time · Cores do Time · Cores do Time |

| 25 de novembro de 2014 | CSKA Moscou       | 1 – 1     | Roma      | Arena Khimki, Khimki                   |
| 18:00                  | Berezutskiy 90+3' | Relatório | Totti 43' | Público: 0[C] Árbitro: GER Felix Brych |

| Cores do Time · Cores do Time · Cores do Time · Cores do Time · Cores do Time | Cores do Time · Cores do Time · Cores do Time · Cores do Time · Cores do Time |

| 25 de novembro de 2014 | Manchester City              | 3 – 2     | Bayern de Munique                 | Etihad Stadium, Manchester                  |
| 20:45                  | Agüero 22' (pen), 85', 90+1' | Relatório | Xabi Alonso 40' · Lewandowski 45' | Público: 44 510 Árbitro: CZE Pavel Královec |

| Cores do Time · Cores do Time · Cores do Time · Cores do Time · Cores do Time | Cores do Time · Cores do Time · Cores do Time · Cores do Time · Cores do Time |

| 10 de dezembro de 2014 | Roma | 0 – 2     | Manchester City          | Estádio Olímpico, Roma                     |
| 20:45                  |      | Relatório | Nasri 60' · Zabaleta 86' | Público: 54 119 Árbitro: SRB Milorad Mažić |

| Cores do Time · Cores do Time · Cores do Time · Cores do Time · Cores do Time | Cores do Time · Cores do Time · Cores do Time · Cores do Time · Cores do Time |

| 10 de dezembro de 2014 | Bayern de Munique                       | 3 – 0     | CSKA Moscou | Allianz Arena, Munique                            |
| 20:45                  | Müller 18' (pen) · Rode 74' · Götze 90' | Relatório |             | Público: 68 000 Árbitro: POR Olegário Benquerença |

| Cores do Time · Cores do Time · Cores do Time · Cores do Time · Cores do Time | Cores do Time · Cores do Time · Cores do Time · Cores do Time · Cores do Time |

Notas
- B. ^  A partida entre CSKA Moscou e Bayern de Munique foi disputa com os portões fechados devido a uma punição dada pela UEFA.[3]

- C. ^  As partidas do CSKA Moscou contra Roma e Manchester City serão disputadas com portões fechados devido a uma punição dada pela UEFA após incidentes na partida da Roma contra o CSKA Moscou em 17 de setembro de 2014.[4]

### Grupo F
| Pos | Equipe              | Pts | J | V | E | D | GP | GC | SG  |                                  |  | BAR | PSG | AJX | APO |
| --- | ------------------- | --- | - | - | - | - | -- | -- | --- | -------------------------------- |  | --- | --- | --- | --- |
| 1   | Barcelona           | 15  | 6 | 5 | 0 | 1 | 15 | 5  | +10 | Classificado às oitavas de final |  | —   | 3–1 | 3–1 | 1–0 |
| 2   | Paris Saint-Germain | 13  | 6 | 4 | 1 | 1 | 10 | 7  | +3  | Classificado às oitavas de final |  | 3–2 | —   | 3–1 | 1–0 |
| 3   | Ajax                | 5   | 6 | 1 | 2 | 3 | 8  | 10 | −2  | Transferido para Liga Europa     |  | 0–2 | 1–1 | —   | 4–0 |
| 4   | APOEL               | 1   | 6 | 0 | 1 | 5 | 1  | 12 | −11 | Eliminado                        |  | 0–4 | 0–1 | 1–1 | —   |

| 17 de setembro de 2014 | Barcelona | 1 – 0     | APOEL | Camp Nou, Barcelona                        |
| 20:45                  | Piqué 28' | Relatório |       | Público: 62 832 Árbitro: GER Deniz Aytekin |

| Cores do Time · Cores do Time · Cores do Time · Cores do Time · Cores do Time | Cores do Time · Cores do Time · Cores do Time · Cores do Time · Cores do Time |

| 17 de setembro de 2014 | Ajax       | 1 – 1     | Paris Saint-Germain | Amsterdam Arena, Amsterdã                   |
| 20:45                  | Schöne 74' | Relatório | Cavani 14'          | Público: 50 430 Árbitro: GER Wolfgang Stark |

| Cores do Time · Cores do Time · Cores do Time · Cores do Time · Cores do Time | Cores do Time · Cores do Time · Cores do Time · Cores do Time · Cores do Time |

| 30 de setembro de 2014 | Paris Saint-Germain                         | 3 – 2     | Barcelona              | Parc des Princes, Paris                     |
| 20:45                  | David Luiz 10' · Verratti 26' · Matuidi 54' | Relatório | Messi 12' · Neymar 56' | Público: 46 400 Árbitro: ITA Nicola Rizzoli |

| Cores do Time · Cores do Time · Cores do Time · Cores do Time · Cores do Time | Cores do Time · Cores do Time · Cores do Time · Cores do Time · Cores do Time |

| 30 de setembro de 2014 | APOEL             | 1 – 1     | Ajax         | Estádio GSP, Nicósia                       |
| 20:45                  | Manduca 31' (pen) | Relatório | Andersen 28' | Público: 17 190 Árbitro: SRB Milorad Mažić |

| Cores do Time · Cores do Time · Cores do Time · Cores do Time · Cores do Time | Cores do Time · Cores do Time · Cores do Time · Cores do Time · Cores do Time |

| 21 de outubro de 2014 | APOEL | 0 – 1     | Paris Saint-Germain | Estádio GSP, Nicósia                        |
| 20:45                 |       | Relatório | Cavani 87'          | Público: 18 659 Árbitro: ROU Ovidiu Haţegan |

| Cores do Time · Cores do Time · Cores do Time · Cores do Time · Cores do Time | Cores do Time · Cores do Time · Cores do Time · Cores do Time · Cores do Time |

| 21 de outubro de 2014 | Barcelona                             | 3 – 1     | Ajax         | Camp Nou, Barcelona                         |
| 20:45                 | Neymar 7' · Messi 24' · Ramírez 90+4' | Relatório | El Ghazi 88' | Público: 79 357 Árbitro: SCO William Collum |

| Cores do Time · Cores do Time · Cores do Time · Cores do Time · Cores do Time | Cores do Time · Cores do Time · Cores do Time · Cores do Time · Cores do Time |

| 5 de novembro de 2014 | Paris Saint-Germain | 1 – 0     | APOEL | Parc des Princes, Paris                           |
| 20:45                 | Cavani 1'           | Relatório |       | Público: 45 816 Árbitro: POR Olegário Benquerença |

| Cores do Time · Cores do Time · Cores do Time · Cores do Time · Cores do Time | Cores do Time · Cores do Time · Cores do Time · Cores do Time · Cores do Time |

| 5 de novembro de 2014 | Ajax | 0 – 2     | Barcelona      | Amsterdam Arena, Amsterdã                  |
| 20:45                 |      | Relatório | Messi 36', 76' | Público: 52 117 Árbitro: POR Pedro Proença |

| Cores do Time · Cores do Time · Cores do Time · Cores do Time · Cores do Time | Cores do Time · Cores do Time · Cores do Time · Cores do Time · Cores do Time |

| 25 de novembro de 2014 | APOEL | 0 – 4     | Barcelona                             | Estádio GSP, Nicósia                         |
| 20:45                  |       | Relatório | Luis Suárez 27' · Messi 38', 58', 87' | Público: 20 626 Árbitro: ITA Gianluca Rocchi |

| Cores do Time · Cores do Time · Cores do Time · Cores do Time · Cores do Time | Cores do Time · Cores do Time · Cores do Time · Cores do Time · Cores do Time |

| 25 de novembro de 2014 | Paris Saint-Germain               | 3 – 1     | Ajax         | Parc des Princes, Paris                |
| 20:45                  | Cavani 33', 83' · Ibrahimović 78' | Relatório | Klaassen 67' | Público: 46 130 Árbitro: SVN Matej Jug |

| Cores do Time · Cores do Time · Cores do Time · Cores do Time · Cores do Time | Cores do Time · Cores do Time · Cores do Time · Cores do Time · Cores do Time |

| 10 de dezembro de 2014 | Barcelona                                | 3 – 1     | Paris Saint-Germain | Camp Nou, Barcelona                          |
| 20:45                  | Messi 19' · Neymar 42' · Luis Suárez 77' | Relatório | Ibrahimović 15'     | Público: 82 570 Árbitro: ENG Martin Atkinson |

| Cores do Time · Cores do Time · Cores do Time · Cores do Time · Cores do Time | Cores do Time · Cores do Time · Cores do Time · Cores do Time · Cores do Time |

| 10 de dezembro de 2014 | Ajax                                         | 4 – 0     | APOEL | Amsterdam Arena, Amsterdã                            |
| 20:45                  | Schöne 45+1', 50' · Klaassen 53' · Milik 74' | Relatório |       | Público: 51 796 Árbitro: ESP Carlos Velasco Carballo |

| Cores do Time · Cores do Time · Cores do Time · Cores do Time · Cores do Time | Cores do Time · Cores do Time · Cores do Time · Cores do Time · Cores do Time |

### Grupo G
| Pos | Equipe     | Pts | J | V | E | D | GP | GC | SG  |                                  |  | CHL | SCH | SPO | MRB |
| --- | ---------- | --- | - | - | - | - | -- | -- | --- | -------------------------------- |  | --- | --- | --- | --- |
| 1   | Chelsea    | 14  | 6 | 4 | 2 | 0 | 17 | 3  | +14 | Classificado às oitavas de final |  | —   | 1–1 | 3–1 | 6–0 |
| 2   | Schalke 04 | 8   | 6 | 2 | 2 | 2 | 9  | 14 | −5  | Classificado às oitavas de final |  | 0–5 | —   | 4–3 | 1–1 |
| 3   | Sporting   | 7   | 6 | 2 | 1 | 3 | 12 | 12 | 0   | Transferido para Liga Europa     |  | 0–1 | 4–2 | —   | 3–1 |
| 4   | Maribor    | 3   | 6 | 0 | 3 | 3 | 4  | 13 | −9  | Eliminado                        |  | 1–1 | 0–1 | 1–1 | —   |

| 17 de setembro de 2014 | Chelsea      | 1 – 1     | Schalke 04    | Stamford Bridge, Londres                |
| 20:45                  | Fàbregas 11' | Relatório | Huntelaar 62' | Público: 40 648 Árbitro: CRO Ivan Bebek |

| Cores do Time · Cores do Time · Cores do Time · Cores do Time · Cores do Time | Cores do Time · Cores do Time · Cores do Time · Cores do Time · Cores do Time |

| 17 de setembro de 2014 | Maribor       | 1 – 1     | Sporting | Stadion Ljudski vrt, Maribor                |
| 20:45                  | Zahovič 90+2' | Relatório | Nani 80' | Público: 12 211 Árbitro: FRA Clément Turpin |

| Cores do Time · Cores do Time · Cores do Time · Cores do Time · Cores do Time | Cores do Time · Cores do Time · Cores do Time · Cores do Time · Cores do Time |

| 30 de setembro de 2014 | Sporting | 0 – 1     | Chelsea   | Estádio José Alvalade, Lisboa                    |
| 20:45                  |          | Relatório | Matić 34' | Público: 40 734 Árbitro: ESP Antonio Mateu Lahoz |

| Cores do Time · Cores do Time · Cores do Time · Cores do Time · Cores do Time | Cores do Time · Cores do Time · Cores do Time · Cores do Time · Cores do Time |

| 30 de setembro de 2014 | Schalke 04    | 1 – 1     | Maribor   | Veltins-Arena, Gelsenkirchen                         |
| 20:45                  | Huntelaar 56' | Relatório | Bohar 37' | Público: 47 997 Árbitro: ESP Carlos Velasco Carballo |

| Cores do Time · Cores do Time · Cores do Time · Cores do Time · Cores do Time | Cores do Time · Cores do Time · Cores do Time · Cores do Time · Cores do Time |

| 21 de outubro de 2014 | Schalke 04                                                           | 4 – 3     | Sporting                                | Veltins-Arena, Gelsenkirchen                |
| 20:45                 | Obasi 34' · Huntelaar 51' · Höwedes 60' · Choupo-Moting 90+3' (pen.) | Relatório | Nani 16' · Adrien Silva 64' (pen.), 78' | Público: 49 943 Árbitro: RUS Sergei Karasev |

| Cores do Time · Cores do Time · Cores do Time · Cores do Time · Cores do Time | Cores do Time · Cores do Time · Cores do Time · Cores do Time · Cores do Time |

| 21 de outubro de 2014 | Chelsea                                                                       | 6 – 0     | Maribor | Stamford Bridge, Londres                    |
| 20:45                 | Rémy 13' · Drogba 23' (pen.) · Terry 31' · Viler 54' · Hazard 77' (pen.), 90' | Relatório |         | Público: 41 126 Árbitro: NED Danny Makkelie |

| Cores do Time · Cores do Time · Cores do Time · Cores do Time · Cores do Time | Cores do Time · Cores do Time · Cores do Time · Cores do Time · Cores do Time |

| 5 de novembro de 2014 | Sporting                                                  | 4 – 2     | Schalke 04             | Estádio José Alvalade, Lisboa                  |
| 20:45                 | Sarr 26' · Jefferson 52' · Nani 72' · Slimani 90+1' (pen) | Relatório | Slimani 17' · Aogo 88' | Público: 35 473 Árbitro: ITA Paolo Tagliavento |

| Cores do Time · Cores do Time · Cores do Time · Cores do Time · Cores do Time | Cores do Time · Cores do Time · Cores do Time · Cores do Time · Cores do Time |

| 5 de novembro de 2014 | Maribor     | 1 – 1     | Chelsea   | Stadion Ljudski vrt, Maribor                |
| 20:45                 | Ibraimi 50' | Relatório | Matić 73' | Público: 12 646 Árbitro: ITA Daniele Orsato |

| Cores do Time · Cores do Time · Cores do Time · Cores do Time · Cores do Time | Cores do Time · Cores do Time · Cores do Time · Cores do Time · Cores do Time |

| 25 de novembro de 2014 | Schalke 04 | 0 – 5     | Chelsea                                                           | Veltins-Arena, Gelsenkirchen                |
| 20:45                  |            | Relatório | Terry 2' · Willian 29' · Kirchhoff 44' · Drogba 76' · Ramires 78' | Público: 54 442 Árbitro: SWE Jonas Eriksson |

| Cores do Time · Cores do Time · Cores do Time · Cores do Time · Cores do Time | Cores do Time · Cores do Time · Cores do Time · Cores do Time · Cores do Time |

| 25 de novembro de 2014 | Sporting                                 | 3 – 1     | Maribor       | Estádio José Alvalade, Lisboa              |
| 20:45                  | Carlos Mané 10' · Nani 35' · Slimani 65' | Relatório | Jefferson 42' | Público: 32 739 Árbitro: SCO Craig Thomson |

| Cores do Time · Cores do Time · Cores do Time · Cores do Time · Cores do Time | Cores do Time · Cores do Time · Cores do Time · Cores do Time · Cores do Time |

| 10 de dezembro de 2014 | Chelsea                                      | 3 – 1     | Sporting  | Stamford Bridge, Londres                       |
| 20:45                  | Fàbregas 8' (pen) · Schürrle 16' · Mikel 56' | Relatório | Silva 50' | Público: 41 089 Árbitro: NOR Svein Oddvar Moen |

| Cores do Time · Cores do Time · Cores do Time · Cores do Time · Cores do Time | Cores do Time · Cores do Time · Cores do Time · Cores do Time · Cores do Time |

| 10 de dezembro de 2014 | Maribor | 0 – 1     | Schalke 04 | Stadion Ljudski vrt, Maribor                  |
| 20:45                  |         | Relatório | Meyer 62'  | Público: 12 516 Árbitro: POL Szymon Marciniak |

| Cores do Time · Cores do Time · Cores do Time · Cores do Time · Cores do Time | Cores do Time · Cores do Time · Cores do Time · Cores do Time · Cores do Time |

### Grupo H
| Pos | Equipe           | Pts | J | V | E | D | GP | GC | SG  |                                  |  | POR | SHK | ATH | BATE |
| --- | ---------------- | --- | - | - | - | - | -- | -- | --- | -------------------------------- |  | --- | --- | --- | ---- |
| 1   | Porto            | 14  | 6 | 4 | 2 | 0 | 16 | 4  | +12 | Classificado às oitavas de final |  | —   | 1–1 | 2–1 | 6–0  |
| 2   | Shakhtar Donetsk | 9   | 6 | 2 | 3 | 1 | 15 | 4  | +11 | Classificado às oitavas de final |  | 2–2 | —   | 0–1 | 5–0  |
| 3   | Athletic Bilbao  | 7   | 6 | 2 | 1 | 3 | 5  | 6  | −1  | Transferido para Liga Europa     |  | 0–2 | 0–0 | —   | 2–0  |
| 4   | BATE Borisov     | 3   | 6 | 1 | 0 | 5 | 2  | 24 | −22 | Eliminado                        |  | 0–3 | 0–7 | 2–1 | —    |

| 17 de setembro de 2014 | Porto                                                                  | 6 – 0     | BATE Borisov | Estádio do Dragão, Porto                 |
| 20:45                  | Brahimi 5', 32', 57' · Martínez 37' · Adrián López 61' · Aboubakar 76' | Relatório |              | Público: 35 108 Árbitro: NED Bas Nijhuis |

| Cores do Time · Cores do Time · Cores do Time · Cores do Time · Cores do Time | Cores do Time · Cores do Time · Cores do Time · Cores do Time · Cores do Time |

| 17 de setembro de 2014 | Athletic Bilbao | 0 – 0     | Shakhtar Donetsk | Estádio de San Mamés, Bilbau                    |
| 20:45                  |                 | Relatório |                  | Público: 48 351 Árbitro: GRE Tasos Sidiropoulos |

| Cores do Time · Cores do Time · Cores do Time · Cores do Time · Cores do Time | Cores do Time · Cores do Time · Cores do Time · Cores do Time · Cores do Time |

| 30 de setembro de 2014 | Shakhtar Donetsk                     | 2 – 2     | Porto                     | Arena Lviv, Lviv[D]                       |
| 20:45                  | Alex Teixeira 52' · Luiz Adriano 85' | Relatório | Martínez 89' (pen), 90+4' | Público: 33 217 Árbitro: TUR Cüneyt Çakır |

| Cores do Time · Cores do Time · Cores do Time · Cores do Time · Cores do Time | Cores do Time · Cores do Time · Cores do Time · Cores do Time · Cores do Time |

| 30 de setembro de 2014 | BATE Borisov                 | 2 – 1     | Athletic Bilbao  | Arena Borisov, Borisov                       |
| 20:45                  | Palyakow 19' · Karnitski 41' | Relatório | Aritz Aduriz 45' | Público: 11 886 Árbitro: FRA Stéphane Lannoy |

| Cores do Time · Cores do Time · Cores do Time · Cores do Time · Cores do Time | Cores do Time · Cores do Time · Cores do Time · Cores do Time · Cores do Time |

| 21 de outubro de 2014 | BATE Borisov | 0 – 7     | Shakhtar Donetsk                                                                           | Arena Borisov, Borisov                  |
| 20:45                 |              | Relatório | Alex Teixeira 11' · Luiz Adriano 28' (pen.), 36', 40', 44', 82' (pen.) · Douglas Costa 35' | Público: 12 113 Árbitro: CRO Ivan Bebek |

| Cores do Time · Cores do Time · Cores do Time · Cores do Time · Cores do Time | Cores do Time · Cores do Time · Cores do Time · Cores do Time · Cores do Time |

| 21 de outubro de 2014 | Porto                      | 2 – 1     | Athletic Bilbao | Estádio do Dragão, Porto                   |
| 20:45                 | Herrera 45' · Quaresma 75' | Relatório | Fernández 58'   | Público: 38 116 Árbitro: SVN Damir Skomina |

| Cores do Time · Cores do Time · Cores do Time · Cores do Time · Cores do Time | Cores do Time · Cores do Time · Cores do Time · Cores do Time · Cores do Time |

| 5 de novembro de 2014 | Shakhtar Donetsk                                                  | 5 – 0     | BATE Borisov | Arena Lviv, Lviv[D]                         |
| 20:45                 | Srna 19' · Alex Teixeira 48' · Luiz Adriano 58' (pen), 83', 90+3' | Relatório |              | Público: 29 173 Árbitro: GER Wolfgang Stark |

| Cores do Time · Cores do Time · Cores do Time · Cores do Time · Cores do Time | Cores do Time · Cores do Time · Cores do Time · Cores do Time · Cores do Time |

| 5 de novembro de 2014 | Athletic Bilbao | 0 – 2     | Porto                      | Estádio de San Mamés, Bilbau             |
| 20:45                 |                 | Relatório | Martínez 56' · Brahimi 73' | Público: 47 243 Árbitro: GER Felix Brych |

| Cores do Time · Cores do Time · Cores do Time · Cores do Time · Cores do Time | Cores do Time · Cores do Time · Cores do Time · Cores do Time · Cores do Time |

| 25 de novembro de 2014 | BATE Borisov | 0 – 3     | Porto                                  | Arena Borisov, Borisov                      |
| 18:00                  |              | Relatório | Herrera 56' · Martínez 65' · Tello 89' | Público: 10 147 Árbitro: ROU Ovidiu Haţegan |

| Cores do Time · Cores do Time · Cores do Time · Cores do Time · Cores do Time | Cores do Time · Cores do Time · Cores do Time · Cores do Time · Cores do Time |

| 25 de novembro de 2014 | Shakhtar Donetsk | 0 – 1     | Athletic Bilbao | Arena Lviv, Lviv[D]                           |
| 20:45                  |                  | Relatório | San José 68'    | Público: 33 489 Árbitro: ENG Mark Clattenburg |

| Cores do Time · Cores do Time · Cores do Time · Cores do Time · Cores do Time | Cores do Time · Cores do Time · Cores do Time · Cores do Time · Cores do Time |

| 10 de dezembro de 2014 | Porto         | 1 – 1     | Shakhtar Donetsk | Estádio do Dragão, Porto                  |
| 20:45                  | Aboubakar 87' | Relatório | Stepanenko 50'   | Público: 28 010 Árbitro: FRA Ruddy Buquet |

| Cores do Time · Cores do Time · Cores do Time · Cores do Time · Cores do Time | Cores do Time · Cores do Time · Cores do Time · Cores do Time · Cores do Time |

| 10 de dezembro de 2014 | Athletic Bilbao            | 2 – 0     | BATE Borisov | Estádio de San Mamés, Bilbau                |
| 20:45                  | San José 47' · Susaeta 88' | Relatório |              | Público: 42 852 Árbitro: ITA Daniele Orsato |

| Cores do Time · Cores do Time · Cores do Time · Cores do Time · Cores do Time | Cores do Time · Cores do Time · Cores do Time · Cores do Time · Cores do Time |

Notas
- D. ^  O Shakhtar Donetsk irá disputar suas partidas como mandante na Arena Lviv em Lviv ao invés do seu estádio regular a Donbas Arena em Donetsk devido a Rebelião pró-russa na Ucrânia.